# Heliotropium chrysanthum
Heliotropium chrysanthum là loài thực vật có hoa trong họ Mồ hôi. Loài này được Phil. mô tả khoa học đầu tiên năm 1862.